# 1967 Menzel
1967 Menzel eller A905 VC är en asteroid i huvudbältet, som upptäcktes 1 november 1905 av den tyske astronomen Max Wolf i Heidelberg. Den är uppkallad efter den amerikanske astronomen Donald Howard Menzel.
Asteroiden har en diameter på ungefär 9 kilometer.